# Sankt Oswald
Sankt Oswald település Ausztriában, Alsó-Ausztria tartományban, a Melki járásban. Tengerszint feletti magassága 658 méter, területe 32,15 km².

## Elhelyezkedése
Sankt Oswald Dorfstetten, Yspertal, Hofamt Priel, Nöchling és Waldhausen im Strudengau településekkel határos.

## Népesség
| 2016 | 1 124 |